# Britannia assise

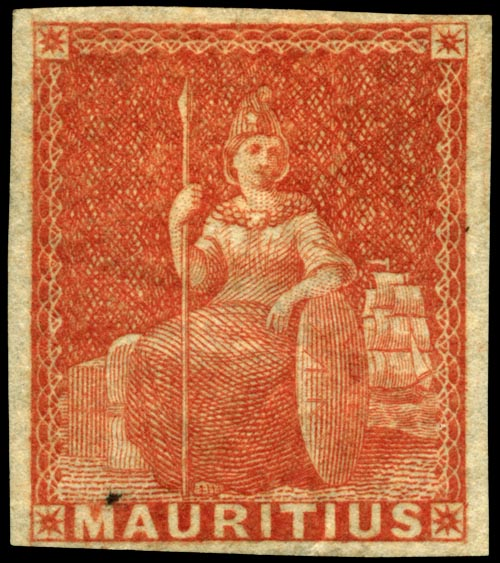
Type Britannia assise sans valeur inscrite. Exemple de Maurice.

Britannia assise est le sujet de séries de timbres-poste émises dans les colonies britanniques de la Barbade, de Maurice et de la Trinité des années 1850 à 1880 pour le premier type d'après une peinture de Edward Corbould, et de 1896 à 1935 à la Trinité, puis Trinité-et-Tobago, avec un nouveau dessin.
Ces timbres-poste sont les premiers émis à la Barbade et à la Trinité, deux îles des Petites Antilles.

## Sujet

### Britanniad'après Corbould
L'illustration montre l'allégorie Britannia assise. Elle tient une lance dans sa main droite et un bouclier décoré de l’Union Jack sous son bras gauche. Elle est entourée d'éléments représentant le commerce colonial : des sacs de sucre d'un côté et un voilier sur l'océan de l'autre.
Le dessin gravé chez l'imprimeur Perkins, Bacon & Co pour les timbres des années 1850 est inspiré d'une peinture à l'eau de Edward Corbould, exécutée en 1848. L'étude des archives de l'imprimeur prouve que Britannia assise est un sujet utilisé par l'entrepreneur Jacob Perkins et de son ancien associé Gideon Fairman. En juillet 1919, la peinture originale de Corbould, qui avait disparu peu après la gravure du poinçon chez Perkins Bacon, est acheté aux enchères à Londres pour le roi George V et sa Collection philatélique royale.
Au cours de leur carrière, les timbres vont connaître des variations de leur apparence : apparition de la valeur faciale en 1859, de la dentelure en 1861, et du papier et de son filigrane. Pour la dentelure, Perkins Bacon connaît des difficultés à cause du format inhabituel des feuilles (cent dix exemplaires). Les timbres de la Barbade et de la Trinité connaissent deux moyens de perforation différentes au début de l'expérience, de 1859 aux années 1860 : soit en pointillés par un outil fabriqué spécialement par Perkins Bacon, soit par une machine achetée et plus adaptée.

## Historique
En 1848, les colonies britanniques de la Trinité et de Maurice commandent des timbres-poste pour l'affranchissement préalable du courrier. Soupçonnant que les deux commandes vont être de quantité insuffisante pour ses frais, l'imprimeur Perkins Bacon & Co propose aux deux colonies d'utiliser le même dessin et de ne pas imprimer de valeur faciale, ainsi un seul poinçon suffit à créer deux types par ajout en bas du nom du pays. La couleur permet de distinguer les valeurs nécessaires. Finalement, la Barbade commande également ses premiers timbres-poste sur ce modèle.
Les timbres sont émis en 1851 à la Trinité, en 1852 à la Barbade et en 1858 à Maurice. Dans les trois colonies, l'évolution connaît des différences selon les besoins et la politique postale locale.

### Barbade

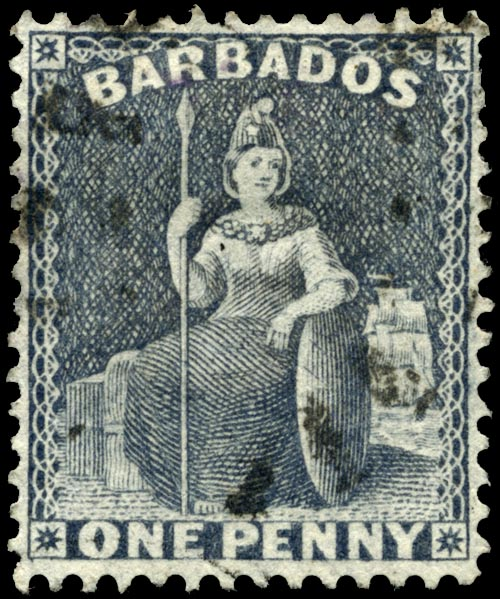
Britannia assise de la Barbade.

Le premier tirage de timbres destiné à la Barbade disparaît dans le naufrage, le 3 janvier 1862, du bateau à vapeur Amazon de la Royal Mail Packet Company.
Le second tirage en feuilles de cent dix exemplaires est réalisé rapidement et finalement émis dans l'île le 15 avril suivant avec un demi-penny vert, un penny bleu et un quatre pence rouge. Par la suite, les nouvelles valeurs faciales sont inscrites en lettres en bas du timbre : six pence rouge et un shilling noir en 1858, trois pence brun dans les années 1870. Finalement, à partir du milieu des années 1870, les trois valeurs primitives apparaissent en bas du timbre.
En 1873, un grand format est émis pour une forte valeur de cinq shilings, l'allégorie s'insérant dans un cadre plus orné que les timbres précédents.
En 1882, un nouveau type est émis au profil de la reine Victoria. L'île revient cependant à une allégorie dans les années 1890 : Britannia sur un char tiré par des « chevaux de mer » (seahorses).

### Maurice

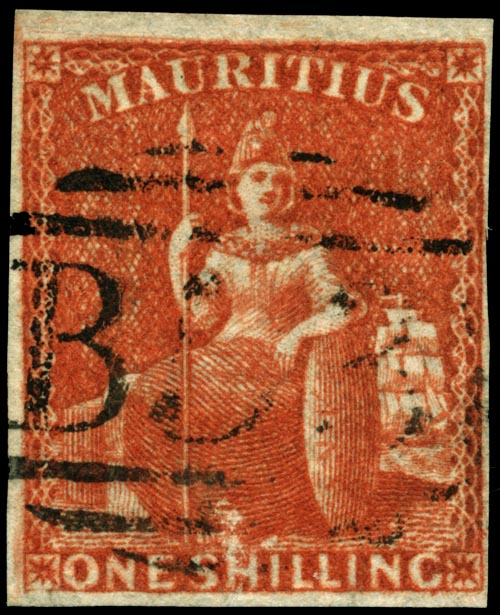
Britannia assise de Maurice.

Malgré une commande passée en 1848, la poste de Maurice émet le type Britannia assise en 1858, d'abord sans valeur imprimée. L'allégorie sert pour les valeurs supérieures à quatre pence jusqu'à un shilling, avec des changements de couleurs pour plusieurs valeurs. Les Post Paid, aux traits variant selon la gravure et l'usure du matériel d'impression, servent encore pour les affranchissements d'un et deux pence.
Au début des années 1860, une nouvelle effigie de la reine Victoria remplace les deux types en usage pour l'ensemble des valeurs.

### Trinité
À la Trinité, en 1851, les timbres Britannia assise sont les premiers émis par l'administration postale après l'expérience locale du Lady McLeod. La couleur change (brun, bleu, gris, etc.), mais les timbres sans valeur inscrite valent un penny. Cette faciale est la seule qui reste non inscrite. À partir de 1859, les valeurs supérieures sont inscrites et dentelés avec les années 1860 : quatre pence, six pence et un shilling.
Dans les années 1860, le cinq shillings utilisent l'effigie de la reine Victoria, qui s'impose sur la série d'usage courant dans les années 1880.
Cependant, de 1896 jusqu'à la série des paysages de 1935 en cents et dollars, une seconde illustration sur le thème de Britannia assise apparaît sur les timbres de la Trinité, devenue Trinité-et-Tobago sur timbres en 1913, en deux formats selon l'importance de la valeur. Le dessin est plus fin, présentant une allégorie plus mince que celle inspirée par Corbould. Elle voisine avec le profil du roi George V dans les années 1920.

### Sources
- Informations de base sur les timbres (valeur, couleur, dentelure, année d'émission, sauf mention d'une autre source) : Catalogue de timbres-poste Yvert et Tellier, tome 3, Outre-mer', 1961, pages 122 (Barbade), 917 (Maurice) et 1333-1335 (Trinité).

- Sur les émissions de la Barbade :
  - Ron Negus, « Quite priceless! », article publié dans Stamp Magazine no 74-5, mai 2008, pages 44–47. Avec une introduction sur la commande commune du dessin par la Barbade et Maurice.